# Muzeum Broni w Bratysławie
Muzeum Broni w Bratysławie (słow. Múzeum zbraní, ang. Museum of Arms) – muzeum dokumentujące historię fortyfikacji miejskiej, broni i odlewnictwa w Bratysławie; oddział Muzeum Miasta Bratysławy.